# هیلده هاینن
هیلده هاینن (زاده ۲۶ مه ۱۹۵۹) مورخ و نظریه‌پرداز معماری و استاد نظریه معماری دانشگاه دانشگاه کاتولیک لون در بلژیک است. او در نوشته‌ها و پژوهش‌هایش به خصوص بر موضوع مدرنیسم، مدرنیته و جنسیت در معماری متمرکز است.
هاینن نویسنده چندین کتاب اثرگذار بوده و مطالب و نوشته‌های خود را به صورت منظم در ژورنال‌های معماری معتبری چون مجله طراحی هاروارد و ژورنال معماری منتشر می‌کند. او همچنین از اعضا هیئت تحریریه مجلاتی چون ژورنال معماری و از اعضا هیئت مدیره بنیاد اروپایی آموزش معماری و جامعه تاریخ‌نگاران معماری و آکادمی سلطنتی علوم و هنر بلژیک هم هست.

## آثار
- Architecture and Modernity. A Critique. MIT Press, 1999
- Dat is architectuur. Sleutelteksten uit de 20ste eeuw (co-editor). 010 Publishers, 2001
- Back from Utopia. The Challenge of the Modern Movement. 010 Publishers, 2002
- Inside Density. La Lettre Volée, 2003
- Negotiating Domesticity. Routledge, 2005
- The SAGE Handbook of Architectural Theory, SAGE Publications, 2011.
- Sibyl Moholy-Nagy: Architecture, Modernism and its Discontents, Bloomsbury Academic, 2019.